# Linchamiento de Arthur Jordan
Arthur Jordan (1855 – 19 de enero de 1880) fue un hombre negro que fue ahorcado en un linchamiento cometido por una turba racista de 50 a 60 encapuchados. Lo lincharon por fugarse junto con Elvira Corder, la hija de su jefe Nathan Corder, después de que ella quedara embarazada de él.
Jordan había estado trabajado para Nathan durante varios años antes de que él y la hija de su empleador se involucraran románticamente.

## Fondo

### Viaje a Maryland
Después de que Elvira Corder quedara embarazada, ambos huyeron de Markham, Virginia, en un acto de autoconservación. El 27 de diciembre de 1879, los dos partieron del condado de Fauquier en el mismo tren utilizando estaciones distintas, en Markham y Marshall (que entonces se llamaba Salem).

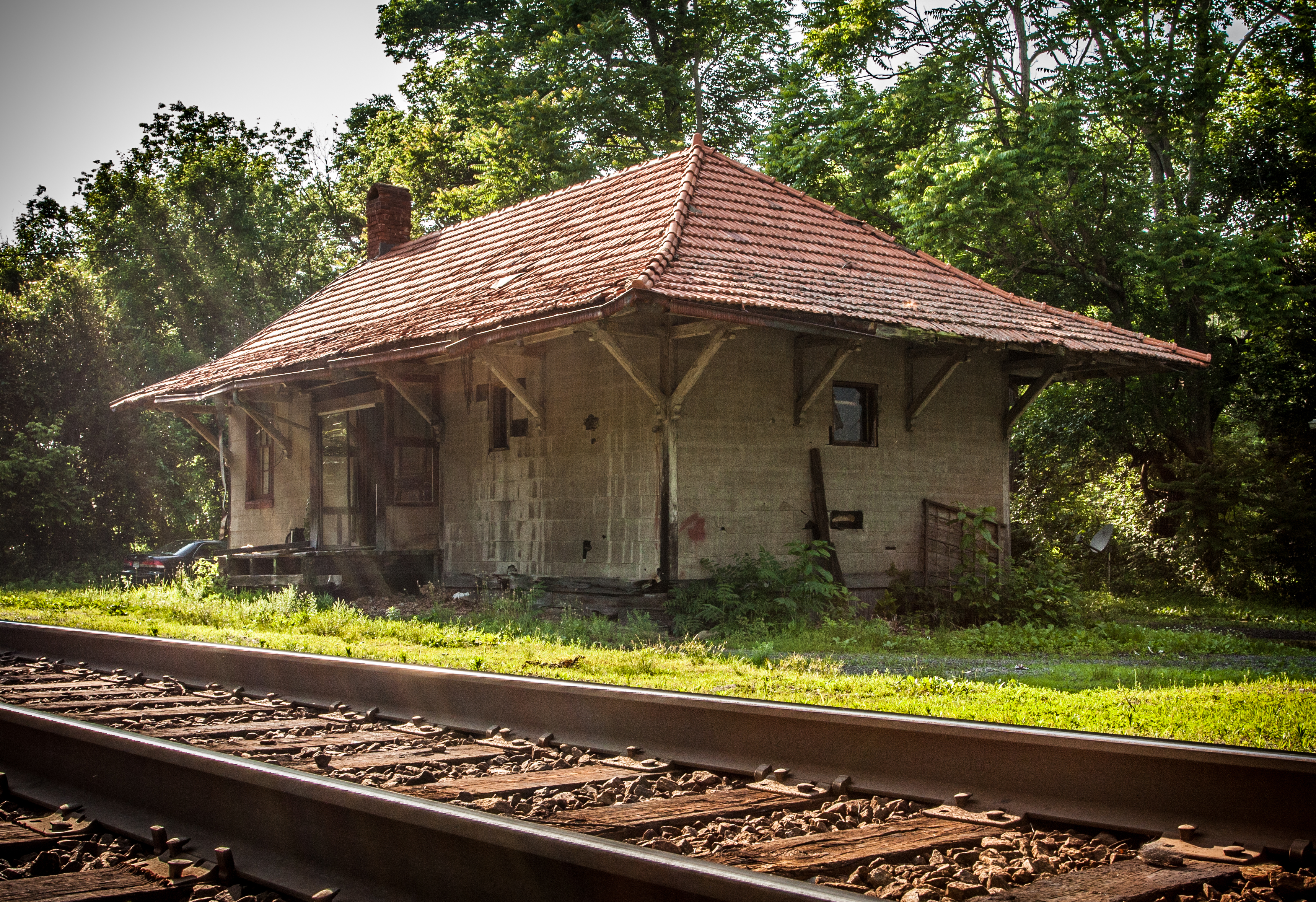
Depósito de trenes abandonado de Markham.

Una vez que llegaron a Washington D. C., la pareja encontró su camino a Williamsport, en Maryland. Allí se refugiaron durante varios días hasta que un residente envió dos cartas al condado de Fauquier diciendo que había visto a los dos.[cita requerida]

### Búsqueda de Arthur Jordan
Nathan Corder no fue capaz de localizar ni a su hija ni a Jordan la noche de su escape. No fue hasta que las cartas que Jordan y Elvira Corder habían enviado desde Williamsport, Maryland, llegaron tanto a la oficina de correos de Markham como a los vecinos de Corder, que tuvieron una pista sobre su ubicación. Luego de este descubrimiento, se creó un grupo de búsqueda formado por Nathan Corder, John Corder, Will Corder, JB Stribling, Jaquilin Marshall Jr., Wallace J. Payne y John Rice Payne, el cual partió con el objetivo de traer de vuelta a Fauquier a la pareja.[cita requerida]
Después de haber sido localizada, Elvira se negó a volver a Fauquier con el grupo de búsqueda y Arthur Jordan, el cual fue obligado a regresar a Faquier mientras que ella permanecía en Maryland.[cita requerida]

## Linchamiento

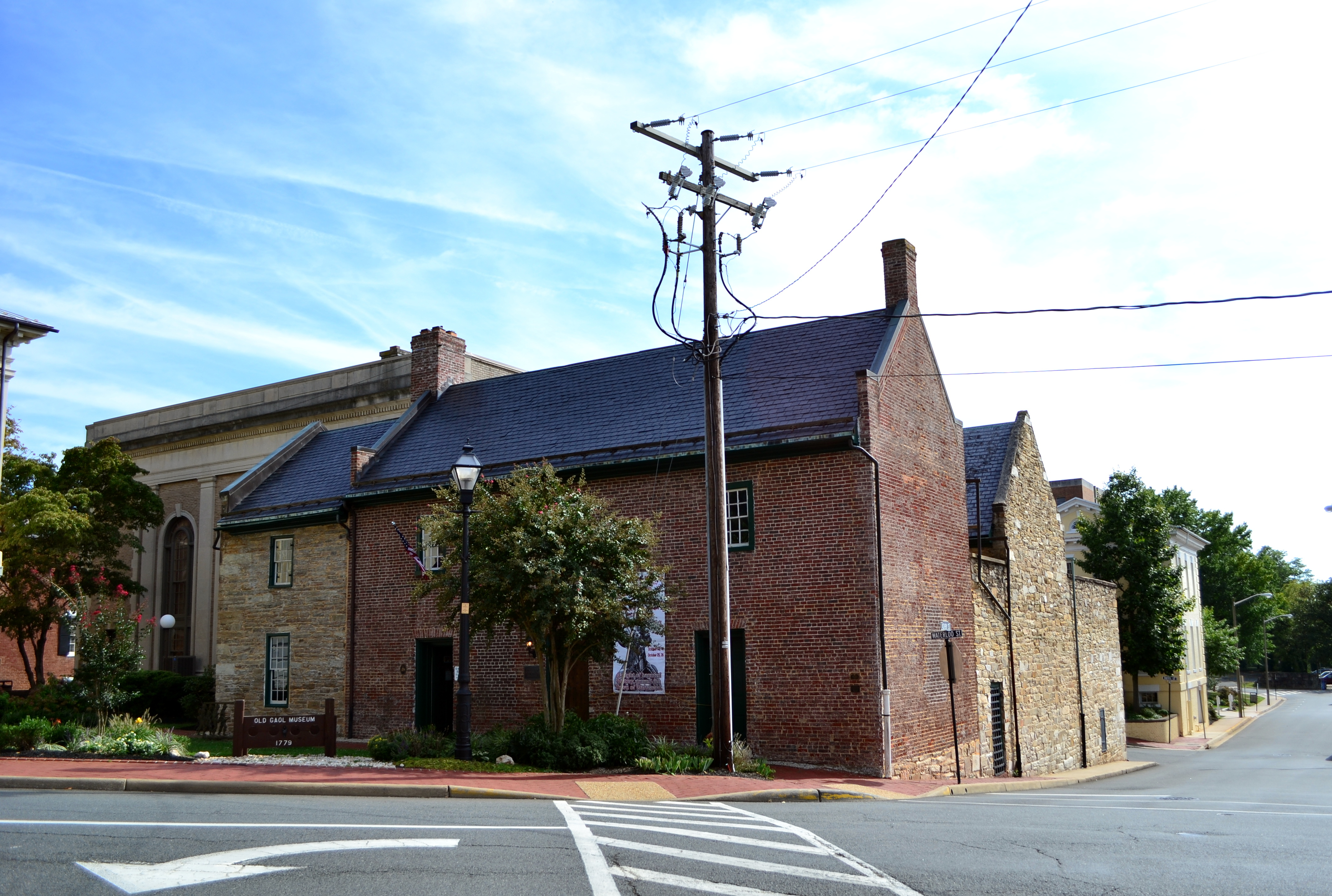
La cárcel de Fauquier en Old Town Warrenton, donde estuvo confinado Jordan. Actualmente es el Museo de la Antigua Cárcel.

Jordan había sido internado forzosamente en la cárcel de Fauquier por sus captores cuando estos volvieron.[cita requerida]
Cerca de las 2:00 am, una muchedumbre de encapuchados se reunió en las puertas de la cárcel. Estos afirmaron tener a un delincuente negro de un pueblo vecino para engañar al carcelero y que este les abriera la puerta. Los encapuchados entraron a la fuerza en el edificio y amenazaron al carcelero con una pistola. A punta de pistola, el carcelero permitió que la turba entrara y estos sacaron a Jordan de su celda. Desde ahí, arrastraron a Jordan por las calles de Warrenton con una cuerda hasta el cementerio de la ciudad. Allí, la turba lo colgó de un árbol y con la soga lo estranguló hasta la muerte.

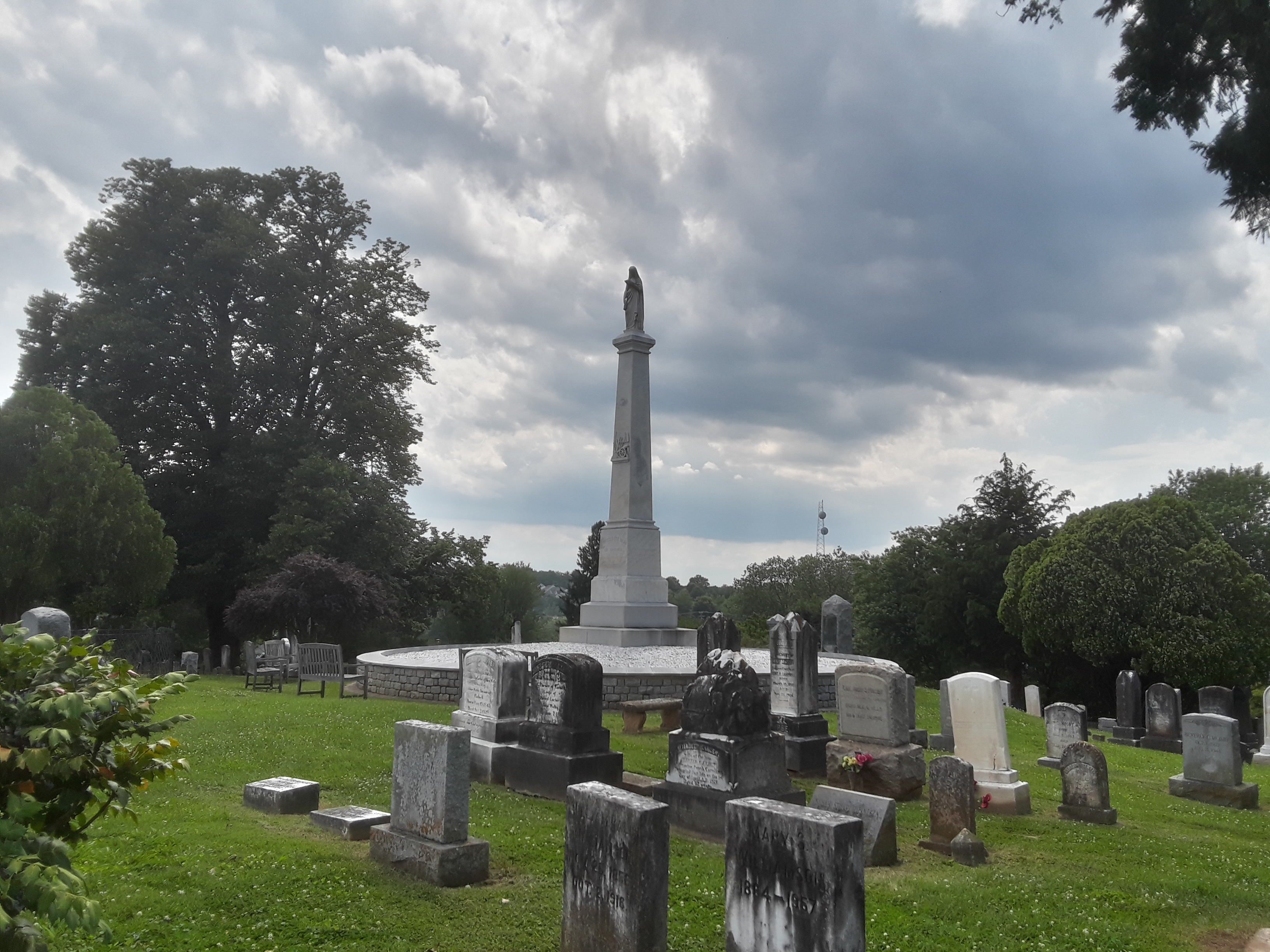
El monumento a los muertos confederados de 1887 en el cementerio de Warrenton. Arthur Jordan fue linchado cerca de este monumento.

## Cobertura de la prensa

### Medios de dueños blancos
Este crimen de odio fue cubierto por bastantes medios de comunicación locales y de alcance nacional, entre los que se incluyen: Alexandria Gazette, The Washington Post, Staunton Spectator, The Baltimore Sun, Warrenton Solid South, Richmond Dispatch, Loudoun Times-Mirror, The Evening Globe y The Leesburg Mirror.
El linchamiento de Arthur Jordan también fue cubierto por periódicos de localidades más alejadas, incluidos los de Delaware, Luisiana, Missouri, Nueva York, Ohio, Pensilvania, Texas, e incluso de Australia y Nueva Zelanda.
Debido al ambiente político y social abiertamente racista del sur estadounidense bajo las leyes de Jim Crow, la mayoría de los medios de comunicación retrataron a Nathan Corder y a los que lincharon a Jordan como víctimas heroicas.

### Medios de dueños negros
El linchamiento fue cubierto en el Richmond Planet. The People's Advocate, un periódico de dueños negros con sede en Washington D. C., escribió sobre el "crimen" de Jordan y resaltó que "en ningún pueblo de Virginia ha habido relaciones más cuestionables entre hombres blancos y mujeres de color que en Warrenton", señalando cómo los hombres blancos solían violar a las mujeres negras.

## Impacto
El Monumento Nacional por la Paz y la Justicia en Alabama está dedicado a recordar a las víctimas de linchamientos racistas entre el año 1877 y el 1950. Los nombres de esas personas están grabados en grandes lápidas, categorizadas por áreas geográficas en los Estados Unidos. El nombre de Arthur Jordan está escrita en la lápida del condado de Fauquier, el lugar de su asesinato, dentro del monumento.[cita requerida]

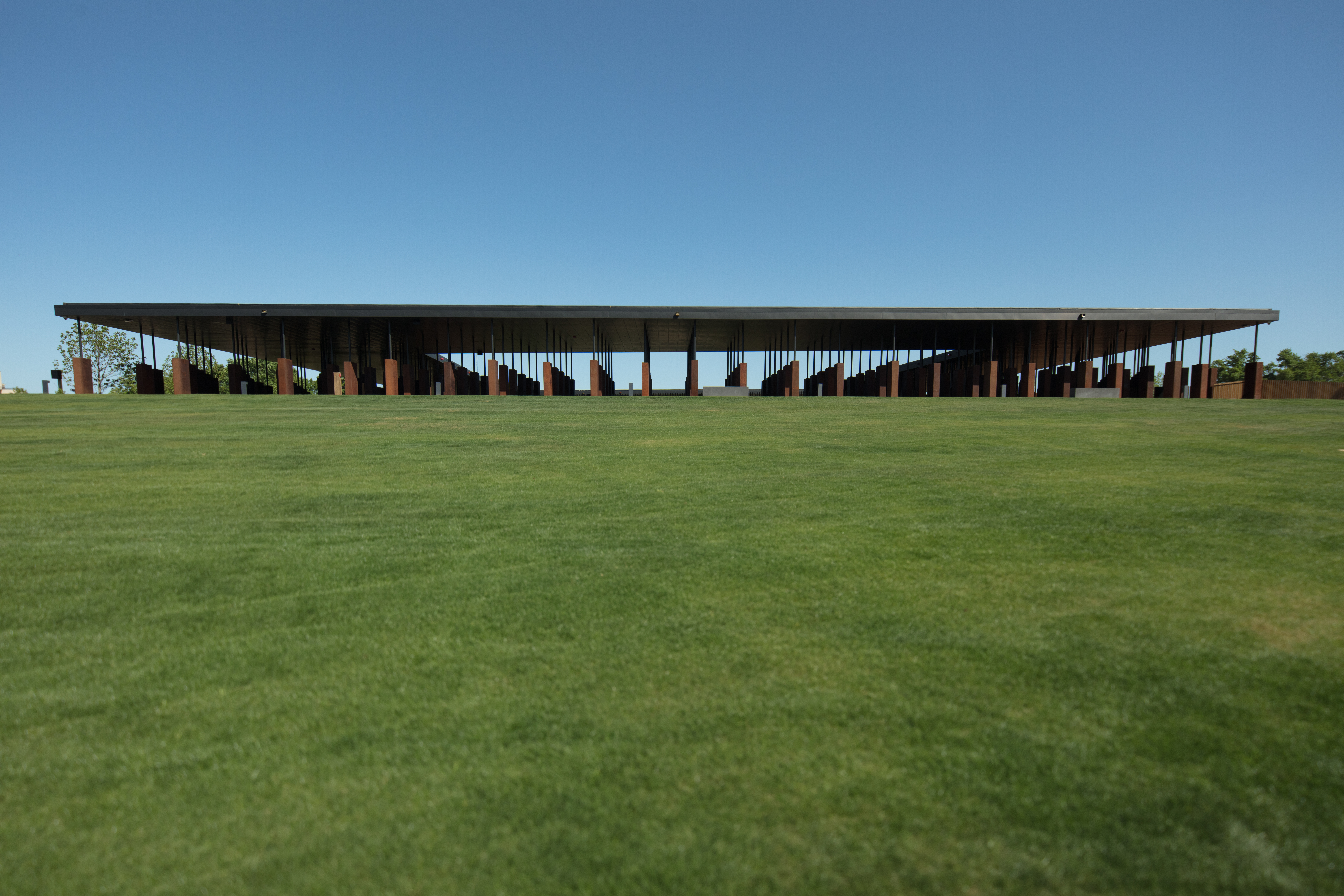
El Memorial Nacional por la Paz y la Justicia.

El Proyecto de Investigación histórico Terror Racial: Linchamientos en Virginia de la Universidad James Madison incluye a Arthur Jordan como víctima número VA1880011901.
El periodista Jim Hall publicó en el verano de 2023 un libro sobre el linchamiento de Arthur Jordan. La obra se titula Condemned for Love in Old Virginia: The Lynching of Arthur Jordan (Condenado por Amor en la Vieja Virginia: El Linchamiento de Arthur Jordan). Tras su publicación, Hall inició una gira de firmas de libros y conferencias en las zonas aledañas al linchamiento de Jordan.